# 554 a.C.

## Eventos
- Início do reinado de Nabonido que ficará no trono até 539 a.C.

## Mortes
- Duque Ling de Qi , governante do Estado de Qi